# شمیشن
شمیشن (به آلمانی: Schmiechen) یک شهر در آلمان است که در آیشاخ-فریدبرگ واقع شده‌است.